# FA Cup 1883-84
Football Association Challenge Cup 1883–84 var den 13. udgave af Football Association Challenge Cup, nutildags bedre kendt som FA Cup. Turneringen blev afviklet som en cupturnering med deltagelse af 100 klubber. Den første kamp blev spillet den 6. oktober 1883, og finalen blev afviklet den 29. marts 1884 på Kennington Oval i London, hvor Blackburn Rovers FC vandt 2-1 over Queen's Park FC. Det var første gang, at Blackburn Rovers vandt i FA Cup'en, og det var første gang at et hold fra Skotland nåede finalen i turneringen.

## Resultater

### Første runde
Første runde blev spillet i perioden 6. oktober – 24. november 1883 og havde deltagelse af 96 hold, der spillede om 48 pladser i anden runde, heraf stillede tre af holdene dog ikke op. Derudover var fire hold, Preston North End FC, Swifts FC, Derby Midland FC og The Wednesday FC, oversiddere i første runde og gik dermed videre til anden runde uden kamp.
| Dato   | Kamp                                               | Res.  |
| ------ | -------------------------------------------------- | ----- |
| 6.10.  | Crewe Alexandra FC – Queen's Park FC               | 00–10 |
| 13.10. | Halliwell FC – Eagley FC                           | 2–5   |
| [ 1 ]  | Blackburn Olympic FC – Darwen Ramblers FC          | 5–1   |
| 20.10. | Blackburn Rovers FC – Southport Central FC         | 7–1   |
| 20.10. | Great Lever FC – Astley Bridge FC                  | 4–1   |
| 20.10. | Hurst FC – Turton FC                               | 3–1   |
| 20.10. | Small Heath Alliance FC – Birmingham Excelsior FC  | 1–1   |
| 27.10. | Blackburn Park Road FC – Clitheroe Low Moor FC     | 6–0   |
| 27.10. | Darwen FC – Church FC                              | 2–2   |
| 27.10. | Wolverhampton Wanderers FC – Long Eaton Rangers FC | 4–1   |
| [ 2 ]  | Padiham FC – Lower Darwen FC                       | 3–1   |
| 3.11.  | Bolton Association FC – Bradshaw FC                | 5–1   |
| 3.11.  | Hanover United FC – Brentwood FC                   | 1–6   |
| 3.11.  | Hull Town FC – Grimsby Town FC                     | 1–3   |
| 3.11.  | Old Westminsters FC – Chatham FC                   | 3–0   |
| 3.11.  | Rochester FC – Uxbridge FC                         | 2–1   |
| 3.11.  | Romford FC – Woodford Bridge FC                    | 3–0   |
| 10.11. | Accrington FC – Blackpool St John's FC             | 4–0   |
| 10.11. | Acton FC – Upton Park FC                           | 0–2   |
| 10.11. | Bolton Wanderers FC – Bolton Olympic FC            | 9–0   |
| 10.11. | Calthorpe FC – Walsall Town FC                     | 0–9   |
| 10.11. | Chesterfield Spital FC – Rotherham Town FC         | 1–1   |
| 10.11. | Clitheroe FC – South Shore FC                      | 3–3   |
| 10.11. | Davenham FC – Macclesfield Town FC                 | 2–0   |
| 10.11. | Druids FC – Northwich Victoria FC                  | 0–1   |
| 10.11. | Grantham Town FC – Spilsby FC                      | 3–2   |
| 10.11. | Hendon FC – Old Etonians FC                        | 3–2   |
| 10.11. | Hornchurch FC – Marlow FC                          | 0–9   |

| Dato    | Kamp                                                   | Res.  |
| ------- | ------------------------------------------------------ | ----- |
| 10.11.  | Middlesbrough FC – Staveley FC                         | 1–5   |
| 10.11.  | Mosquitos FC – Pilgrims FC                             | 3–2   |
| 10.11.  | Notts County FC – Sheffield Heeley FC                  | 3–1   |
| 10.11.  | Old Foresters FC – Dreadnought FC                      | 2–1   |
| 10.11.  | Oswestry White Stars FC – Hartford St John's FC        | 2–0   |
| 10.11.  | Reading FC – South Reading FC                          | 2–2   |
| 10.11.  | Reading Minster FC – Old Carthusians FC                | 01–10 |
| 10.11.  | Sheffield FC – Lockwood Brothers FC                    | 1–4   |
| 10.11.  | Stafford Road Works FC – Aston Unity FC                | 5–1   |
| 10.11.  | Stoke City FC – Manchester FC                          | 1–2   |
| 10.11.  | Upton Rangers FC – Old Wykehamists FC                  | 0–7   |
| 10.11.  | Walsall Swifts FC – Aston Villa FC                     | 1–5   |
| 10.11.  | Wednesbury Old Athletic FC – Mitchell's St George's FC | 5–0   |
| 10.11.  | West Bromwich Albion FC – Wednesbury Town FC           | 0–2   |
| 10.11.  | West End FC – Maidenhead FC                            | 1–0   |
| 10.11.  | Windsor Home Park FC – Royal Engineers AFC             | 5–3   |
| 17.11.  | Rossendale FC – Irwell Springs FC                      | 6–2   |
| –       | Clapham Rovers FC – Kildare FC                         | w.o.  |
| –       | Nottingham Forest FC – Redcar FC                       | w.o.  |
| –       | Wrexham Olympic FC – Liverpool Ramblers FC             | w.o.  |
| Omkampe |                                                        |       |
| 3.11.   | Church FC – Darwen FC                                  | 0–1   |
| 10.11.  | Birmingham Excelsior FC – Small Heath Alliance FC      | 3–2   |
| 17.11.  | Rotherham Town FC – Chesterfield Spital FC             | 7–2   |
| 17.11.  | South Reading FC – Reading FC                          | 0–4   |
| 24.11.  | South Shore FC – Clitheroe FC                          | 3–2   |

### Anden runde
Anden runde blev spillet i perioden 24. november – 15. december 1883 og havde deltagelse af 48 hold, der spillede om 24 ledige pladser i anden runde. Derudover var fem hold, Brentwood FC, Eagley FC, Padiham FC og Upton Park FC oversiddere i anden runde og gik dermed videre til tredje runde uden kamp.
| Dato   | Kamp                                        | Res.   |
| ------ | ------------------------------------------- | ------ |
| 24.11. | Blackburn Park Road FC – Accrington FC      | [0]2–3 |
| 24.11. | Northwich Victoria FC – Davenham FC         | 5–1    |
| 24.11. | Old Carthusians FC – Old Foresters FC       | 2–7    |
| 26.11. | Grantham Town FC – Grimsby Tow FC           | 4–0    |
| 1.12.  | Birmingham Excelsior FC – Derby Midland FC  | 1–1    |
| 1.12.  | Bolton Wanderers FC – Bolton Association FC | 3–0    |
| 1.12.  | Clapham Rovers FC – Rochester FC            | 7–0    |
| 1.12.  | Darwen FC – Blackburn Olympic FC            | 1–2    |
| 1.12.  | Hurst FC – Irwell Springs FC                | [0]3–2 |
| 1.12.  | Lockwood Brothers FC – Rotherham Town FC    | 3–1    |
| 1.12.  | Notts County FC – Nottingham Forest FC      | 3–0    |
| 1.12.  | Old Westminsters FC – Hendon FC             | 2–1    |
| 1.12.  | Preston North End FC – Great Lever FC       | 4–1    |
| 1.12.  | Queen's Park FC – Manchester FC             | 15–00  |
| 1.12.  | Reading FC – West End FC                    | 1–0    |

| Dato    | Kamp                                                    | Res. |
| ------- | ------------------------------------------------------- | ---- |
| 1.12.   | Romford FC – Mosquitos FC                               | 3–1  |
| 1.12.   | South Shore FC – Blackburn Rovers FC                    | 0–7  |
| 1.12.   | Stafford Road Works FC – Aston Villa FC                 | 0–5  |
| 1.12.   | Staveley FC – The Wednesday FC                          | 3–1  |
| 1.12.   | Swifts FC – Marlow FC                                   | 2–0  |
| 1.12.   | Walsall Town FC – Wednesbury Town FC                    | 2–2  |
| 1.12.   | Wednesbury Old Athletic FC – Wolverhampton Wanderers FC | 4–2  |
| 1.12.   | Windsor Home Park FC – Old Wykehamists FC               | 0–1  |
| 1.12.   | Wrexham Olympic FC – Oswestry White Stars FC            | 3–4  |
| Omkampe |                                                         |      |
| 8.12.   | Wednesbury Town FC – Walsall Town FC                    | 6–0  |
| 15.12.  | Derby Midland FC – Birmingham Excelsior FC              | 2–1  |
| –       | Irwell Springs FC – Hurst FC                            | w.o. |

### Tredje runde
Tredje runde blev spillet i perioden 20. – 29. december 1883 og havde deltagelse af 22 af de hold, der var gået videre fra anden runde, og som spillede om elleve ledige pladser i fjerde runde. Fem hold var oversiddere i denne runde, Blackburn Olympic FC, Northwich Victoria FC, Old Foresters FC, Old Westminsters FC og Old Wykehamists FC, og de gik dermed videre til fjerde runde uden kamp.
| Dato   | Kamp                                        | Res. |
| ------ | ------------------------------------------- | ---- |
| 20.12. | Grantham FC – Notts County FC               | 1–4  |
| 22.12. | Clapham Rovers FC – Swifts FC               | 1–2  |
| 22.12. | Reading FC – Upton Park FC                  | 1–6  |
| [ 5 ]  | Blackburn Rovers FC – Padiham FC            | 3–0  |
| 29.12. | Bolton Wanderers FC – Irwell Springs FC     | 8–1  |
| 29.12. | Oswestry White Stars FC – Queen's Park FC   | 1–7  |
| 29.12. | Preston North End FC – Eagley FC            | 9–1  |
| 29.12. | Romford FC – Brentwood FC                   | 1–4  |
| 29.12. | Staveley FC – Lockwood Brothers FC          | 1–0  |
| 29.12. | Wednesbury Old Athletic FC – Aston Villa FC | 4–7  |
| 29.12. | Wednesbury Town FC – Derby Midland FC       | 1–0  |

### Fjerde runde
Fjerde runde blev spillet i perioden 19. januar – 2. februar 1884 og havde deltagelse af de seksten hold, der var gået videre fra tredje runde.
| Dato   | Kamp                                     | Res.   |
| ------ | ---------------------------------------- | ------ |
| 19.1.  | Blckburn Olympic FC – Old Wykehamists FC | 6–0    |
| 19.1.  | Blackburn Rovers FC – Staveley FC        | 5–1    |
| 19.1.  | Northwich Victoria FC – Brentwood FC     | 3–0    |
| 19.1.  | Notts County FC – Bolton Wanderers FC    | 2–2    |
| 19.1.  | Old Westminsters FC – Wednesbury Town FC | 5–0    |
| 19.1.  | Preston North End FC – Upton Park FC     | [0]1–1 |
| 19.1.  | Queen's Park FC – Aston Villa FC         | 6–1    |
| 19.1.  | Swifts FC – Old Foresters FC             | 2–1    |
| Omkamp |                                          |        |
| 2.2.   | Bolton Wanderers FC – Notts County FC    | 1–2    |

### Kvartfinaler
Kvartfinalerne havde deltagelse af de otte hold, der gik videre fra fjerde runde, og holdene spillede om fire ledige pladser i semifinalerne.
| Dato   | Kamp                                         | Res. |
| ------ | -------------------------------------------- | ---- |
| 9.2.   | Blackburn Olympic FC – Northwich Victoria FC | 9–1  |
| 9.2.   | Notts County FC – Swifts FC                  | 1–1  |
| 9.2.   | Old Westminsters FC – Queen's Park FC        | 0–1  |
| 9.2.   | Upton Park FC – Blackburn Rovers FC          | 0–3  |
| Omkamp |                                              |      |
| 14.2.  | Swifts FC – Notts County FC                  | 0–1  |

### Semifinaler
Semifinalerne havde deltagelse af de fire hold, der gik videre fra kvartfinalerne.
| Dato | Kamp                                   | Res. | Spillested |
| ---- | -------------------------------------- | ---- | ---------- |
| 1.3. | Blackburn Rovers FC – Notts County FC  | 1–0  | Birmingham |
| 1.3. | Queen's Park FC – Blackburn Olympic FC | 4–1  | Nottingham |

### Finale
| Dato  | Kamp                                  | Res. | Tilskuere | Spillested              |
| ----- | ------------------------------------- | ---- | --------- | ----------------------- |
| 29.3. | Blackburn Rovers FC – Queen's Park FC | 2–1  | 4.000     | Kennington Oval, London |